# Hoodoo (folkmagi)
Hoodoo är en form av folkmagi i främst sydöstra USA med huvudsakligen afroamerikanska, kristna och indianska rötter som i mycket hög utsträckning använder personligheter från Bibeln som symboler i riterna. Denna folkmagi, som även går under namnet "conjure", har mest utövats av afroamerikaner, i mindre utsträckning av vita, indianska och latinamerikanska "hoodoo doctors". Förekomsten av denna folkmagi har främst påvisats i de amerikanska delstaterna Alabama, Arkansas, Florida, Georgia, Illinois, Louisiana, Mississippi, North Carolina, South Carolina, Tennessee, och Virginia.

## Gud-som-trollkarl och Mose-som-trollkarl
Hoodoo är en folktro som helt saknar hierarkisk struktur. Riter, myter och traditioner har förts vidare från generation till generation eller lärts ut i sociala kontakter. De moraliska och etiska värderingarna har i hög utsträckning hämtats från Gamla Testamentet, något som framför allt framkommer i tilltron till Guds försyn och uppfattningen att Gud är bestraffande.
De dualistiska dragen är framträdande; världsbilden är att gott står mot ont och att kasta en dödsförbannelse över någon som uppfattas som ond kan ses som att hoodoo-doktorn eller hoodoo-kvinnan agerar på den "goda sidan" som "Guds trollkarl" (conjuror). Ännu vanligare är det att hoodoo-doktorn agerar som någon av Gamla Testamentets stora profeter. Oftast är det Mose övernaturliga förmågor som hoodoo-doktorn använder sig av under en rit. Både Gud och Mose uppfattas således som trollkarlar från vilka hoodoo-doktorn kan "låna" krafter och förmågor. Bibeln används inte i första hand till läsning utan som en talisman som kan läggas under en säng eller i en uppritad magisk cirkel, beroende på vilken rit det är fråga om.
Ordet "hoodoo" dokumenterades i amerikansk engelska för första gången 1875. Ordet klassas dels som ett substantiv, dels som ett transitivt verb. Regionala synonymer är "conjure" och "conjuration". Begreppet "rootwork" är en subkategori av hoodoo.
Hoodoo har inte de inslag av förfädersdyrkan som förekommer i voodoo.